# Laphria
Genre
Laphria est un genre d'insectes diptères prédateurs de la famille des asilidés (ou mouches à toison).

## Liste d'espèces
Selon Fauna Europaea (9 juin 2021) :
- Laphria aurea (Fabricius, 1794)
- Laphria auriflua Gerstaecker, 1862
- Laphria bomboides Macquart, 1849
- Laphria coarctata Dufour, 1833
- Laphria dizonias Loew, 1847
- Laphria empyrea Gerstaecker, 1862
- Laphria ephippium (Fabricius, 1781)
- Laphria flava (Linnaeus, 1761)
- Laphria flavescens Macquart, 1838
- Laphria galathei Costa, 1857
- Laphria gibbosa (Linnaeus, 1758)
- Laphria hecate Gerstaecker, 1862
- Laphria leucocephala Meigen, 1804
- Laphria meridionalis Mulsant & Reveliere, 1860
- Laphria nigripennis Meigen, 1820
- Laphria nitidula (Fabricius, 1794)
- Laphria scutellata Macquart, 1835
- Laphria tibialis Meigen, 1820
- Laphria vulpina Meigen, 1820

Selon ITIS (4 juillet 2013) :
- Laphria thoracica Fabricius, 1805
- et autres espèces (à compléter)